# Antonio da Pisticci
Antonio da Pisticci (Pisticci, 8 settembre 1567 – Afragola, 1º marzo 1642) è stato un religioso italiano, sacerdote dell'Ordine dei Frati Minori Riformati, teologo, predicatore e missionario in Siria e Armenia. Morto in fama di santità, è considerato servo di Dio dalla Chiesa cattolica.

## Biografia

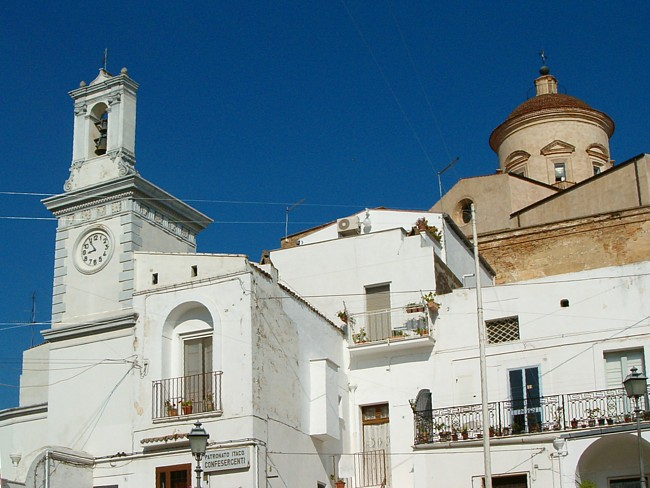
Orologio e cupola Chiesa Madre di Pisticci

Nato a Pisticci l'8 settembre del 1567, fu battezzato nella chiesa Madre dei SS. Pietro e Paolo e, dopo aver intrapreso i primi studi nel Convento dei Frati Minori Osservanti dedicato a Santa Maria delle Grazie (oggi Parrocchia Sant'Antonio), si trasferì a Napoli per proseguire gli studi. Dopo breve tempo, poco più che diciannovenne, entrò nell'ordine francescano, vestendo l'abito il 14 del mese di aprile del 1587. Dopo aver svolto il noviziato fece la professione religiosa e, poi, all'età di 24 anni, ottenne l'ordinazione sacerdotale nella chiesa di Santa Croce di Palazzo Reale in Napoli.
Divenuto teologo della Provincia Riformata di Terra di Lavoro, si dedicò instancabilmente alla predicazione, senza mai tralasciare la penitenza: camminava, infatti, a piedi nudi per mortificare il corpo, si flagellava ogni notte ad imitazione della sofferenza subita da Gesù Cristo quando fu consegnato da Ponzio Pilato ai soldati, e digiunava con frequenza prendendo a mala pena il necessario per vivere. Le notti le trascorreva in una assidua preghiera e contemplando le visioni celesti che aveva, anzi la preghiera diventava così intensa che spesso lo si vedeva entrare in estasi.

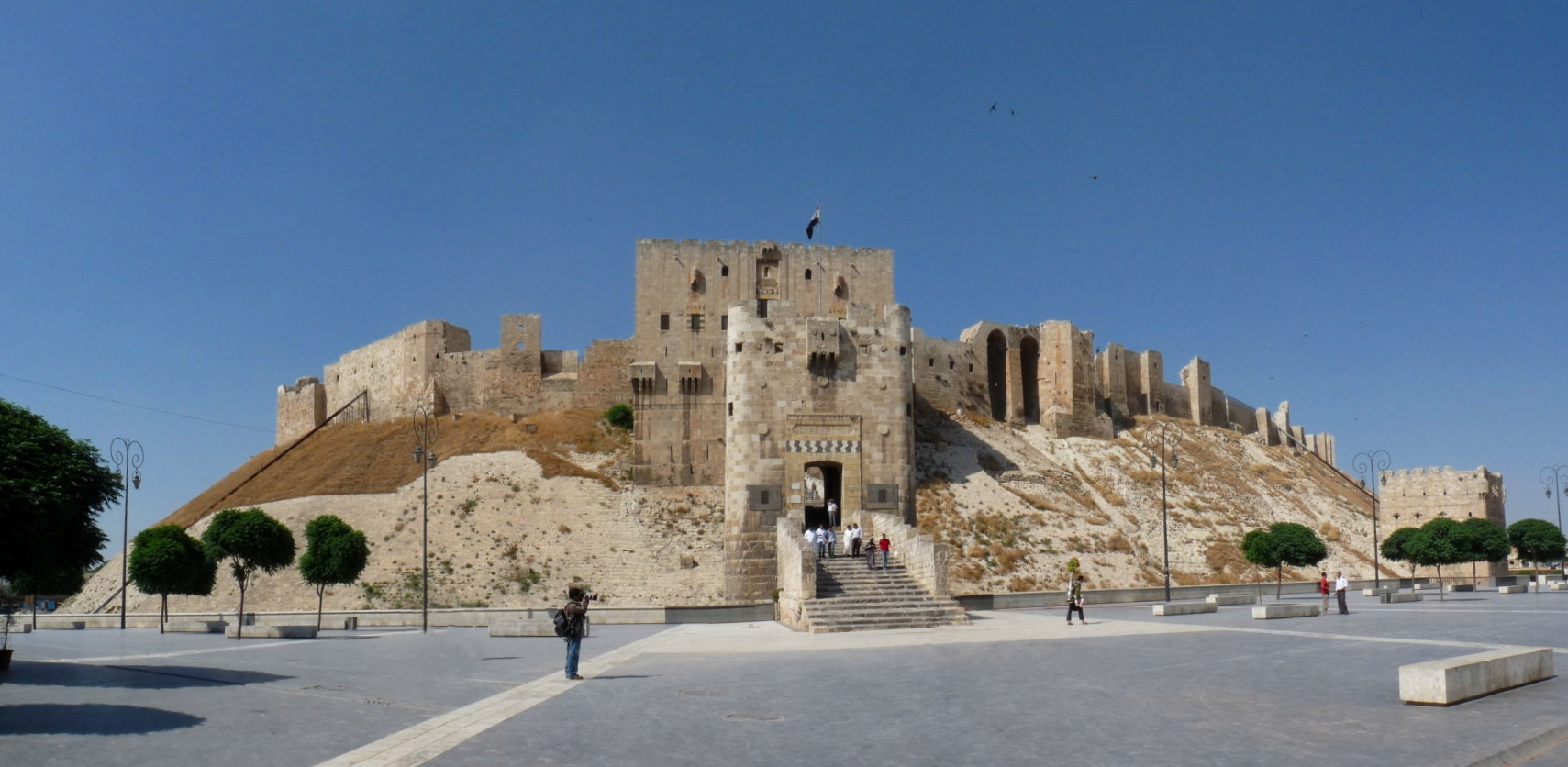
Antica cittadella di Aleppo.

Nel 1628 ottenne di poter partire come missionario in Terra santa, dove con l'esemplarità della vita riuscì a convertire un gran numero di persone alla verità della fede. Dopo aver trascorso due anni ad Aleppo di Siria, nel 1630, il custode di Terra Santa padre Diego da San Severino, lo inviò in Armenia, affidandogli la missione e associandogli, per l'aiuto, padre Carlo da Treviglio, predicatore della Riforma di Milano, e fra' Simpliciano da Lauro - proveniente dalla Riforma di Napoli.
Rientrato in patria, fu trasferito nel convento di Sant'Antonio di Afragola, dove trascorse gli ultimi anni della sua vita dedicandosi agli incontri con gli abitanti del posto che si rivolgevano a lui per ricevere consolazione, consigli e raccomandarsi alle sue preghiere, in seguito, sentendo prossima la fine della vita corporale, si ritirò ad una vita contemplativa (anche ad Afragola fu visto entrare in estasi). Si spense il 1º marzo del 1642 all'età di 75 anni.

## Il culto
Quando il 1º marzo del 1642 si diffuse la notizia della sua morte, concorse in chiesa una moltitudine di popolo, proveniente non solo da Afragola ma da tutti i paesi circonvicini. Questi fedeli iniziarono, per devozione, a baciargli le mani e i piedi e a tagliare gli abiti che indossava. Queste reliquie, applicate agli infermi, ottennero inspiegabili guarigioni.
Il clamore che venne a determinarsi giunse anche all'Inquisitore del Sant'Uffizio che, credendo l'avessero organizzato i frati, voleva inquisire contro di quelli per castigarli e minacciò di farli arrestare tutti. I devoti, tuttavia, lo informarono che era stata una loro iniziativa, dimostrando la verità delle grazie che il Signore aveva fatte e faceva per i meriti di frat'Antonio. L'Inquisitore non solo si capacitò, ma iniziò ad averlo in grandissima stima e a raccomandarsi alle sue preghiere.
Il santo corpo di padre Antonio da Pisticci, venerato dalla pietà dei fedeli, per l'importanza degli eventi, fu tumulato nel coro inferiore della chiesa di Sant'Antonio di Afragola, divenuta poi Santuario, Parrocchia (1970) e Basilica Pontificia Minore (2004). Le sue ossa furono ritrovate e riconosciute autentiche anche nel 1912, durante i lavori di consolidamento e ripristino dell'intero complesso monastico; in quell'occasione si recuperò anche la lapide sepolcrale sulla quale c'era scritto: Hic jacet P. Antonius a Pisticio ("Qui giace padre Antonio da Pisticci"). Non si ha conoscenza del luogo nel quale il Servo di Dio riposa, né v'è notizia della lapide sepolcrale.

## Comitato pro-beatificazione
Il 1º marzo del 2007 (365º Anniversario della sua morte) si è costituito spontaneamente un comitato pro-beatificazione. I membri del comitato lavorano al recupero di maggiori informazioni sulla vita del venerato padre e organizzano diverse iniziative per ravvivarne la memoria, al fine di ottenere la riapertura del processo di beatificazione.
Al Servo di Dio, a seguito di istanza presentata nel 2012, l'amministrazione comunale di Afragola ha deliberato di intitolare una strada nelle vicinanze della stazione di Napoli Afragola.